# سلافين ليتيكا
سلافين ليتيكا (28 يونيو 1947 - 25 أكتوبر 2020)، هو كاتب واقتصادي ومعلق وسياسي كرواتي.